# Жулин, Тимофей Андреевич
Тимофей Андреевич Жулин (род. 29 сентября 2005, Павлово, Нижегородская область) — российский хоккеист, нападающий.

## Биография
Начинал заниматься хоккеем в «Торпедо» Нижний Новгород. С 2020 года — в системе казанского «Ак Барса». С сезона-2021/22 — игрок команды МХЛ «Ирбис». В сезоне-2023/24 дебютировал в ВХЛ в составе «Барса». В сезоне-2024/25 провёл шесть матчей за «Ак Барс» в КХЛ.